# Próba Addisa
Próba Addisa, liczba Addisa – badanie określające liczbę erytrocytów, leukocytów i wałeczków wydalanych z moczem w ciągu doby lub 12 godzin.
Za wartości prawidłowe uważa się obecność poniżej 1 500 000 erytrocytów, 2 500 000 leukocytów (i komórek nabłonkowych) oraz 10 000 wałeczków w moczu dobowym.
Obecnie przy rozwoju innych metod diagnostycznych wartość tej metody uległa obniżeniu i jest rzadko stosowana w diagnostyce.
Wprowadził ją w 1926 brytyjski lekarz Thomas Addis (1881–1949).